# František Jirásek (fotbalista)
František Jirásek (1884/1885? Hronov – 10. května 1941 Praha) byl český fotbalista, obránce a záložník, a odborník na výživu hospodářských zvířat.

## Fotbalová kariéra
Kvůli studiím se přestěhoval do Prahy a hrál za SK Smíchov v předligové éře. Za českou reprezentaci nastoupil ve 2 utkáních. Reprezentoval Čechy v roce 1906 v historicky prvním mezinárodním utkání s Uherskem. Gól v reprezentaci nedal.
Po dokončení vysoké školy ukončil i aktivní hráčskou kariéru. V SK Smíchov však začal působit jako člen správního výboru a po přestěhování do Libně se angažoval ve vedení SK Libeň. V době svého úmrtí byl čestným předsedou klubu SK Libeň.

## Osobní život
V Praze vystudoval vysokou školu (titul Ing.) a stal se odborníkem na výživu hospodářských zvířat. Spolupracoval s Jaroslavem Justem, přispíval do zemědělských periodik (např. list Český zemědělec), byl autorem či spoluautorem publikací na téma výživy hospodářských zvířat či drobného zvířectva. Do roku 1936 pracoval v pražském Ústavu pro výživu hospodářských zvířat, poté až do své smrti v Ústavu pro chov hospodářských zvířat.
Zemřel ve věku 56 let, raněn mrtvicí.